# Hohler Stein (bei Schambach)

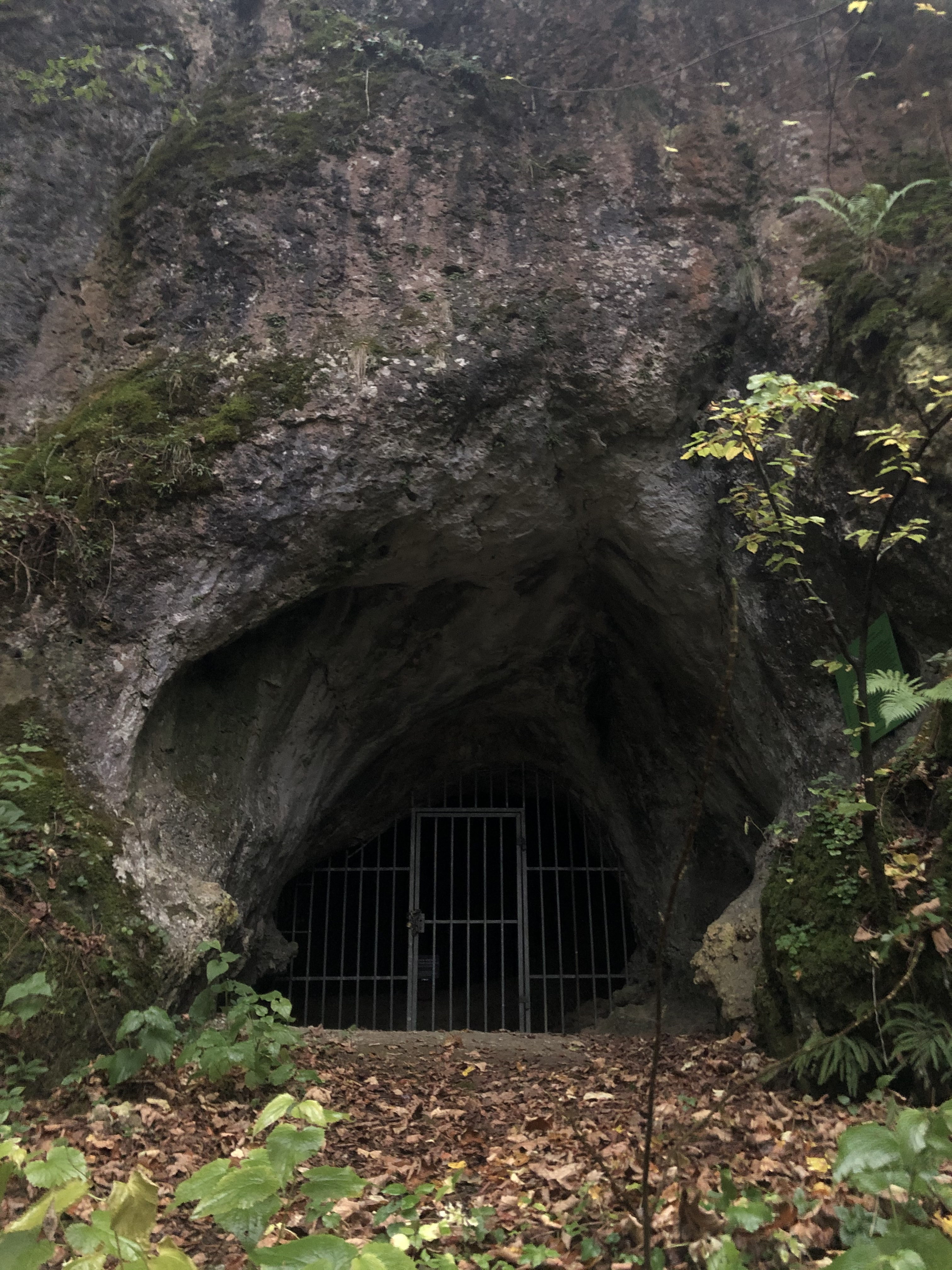
Eingangsportal

Der Hohle Stein bei Schambach ist eine natürliche Karsthöhle bei Schambach, einem Gemeindeteil der oberbayerischen Marktgemeinde Kipfenberg im Landkreis Eichstätt in Bayern.
Sie ist eine wissenschaftlich ergiebige Höhle in einem dolomisierten Schwammriff des Malm Delta im Fränkischen Jura südlich des Schambachtales, eines Seitentales der Altmühl, das bei Arnsberg (Landkreis Eichstätt) ins Haupttal einmündet.

## Lage
Die Höhle liegt knapp zwei Kilometer südlich der Ortschaft Schambach (auf dem Gebiet der Gemeinde Böhmfeld) und südlich des Trockentales Katzental, der Verlängerung des Schambachtales, im Waldgebiet Herrnholz auf halber Hanghöhe.

## Beschreibung
Man betritt die Höhle durch einen natürlichen Torbogen von etwa vier mal vier Metern. Vor dem Eingang flacht ein von Ausgrabungen herrührender Schuttkegel die ursprüngliche Steilheit zum Talboden ab. Die „untere Höhle“ hat eine Fläche von etwa 12 Quadratmetern und eine Höhe von elf Metern. Sie ist durch einen nach links abgehenden, insgesamt acht Meter ansteigenden Gang mit der „oberen Höhle“ verbunden, einer weiteren hallenförmigen Höhle von 13 Meter Höhe und etwa 75 Quadratmeter Grundfläche, die eine mit der unteren Höhle vergleichbare Torsituation aufweist. Insgesamt ist das Höhlensystem 35 Meter lang. In der oberen Höhle zieht sich – wahrscheinlich bis zur Geländeoberfläche – ein Schacht steil nach oben.
Die Höhlen werden im Höhlenkataster Fränkische Alb (HFA) unter I002a (untere Höhle) und I002b (obere Höhle) geführt. Sie wird als Bodendenkmal unter der Aktennummer D-1-7134-0276 im Bayernatlas als „Höhlenstation des Mittelpaläolithikums“ geführt.

## Ausgrabungen
In der Höhle wurden im Jahre 1901 von Max Schlosser, Konservator am Paläontologischen Museum in München, erstmals archäologische Ausgrabungen durchgeführt. Um 1922/23 wurden sie vom Münchner Prähistoriker Ferdinand Birkner fortgeführt, 1951 bis 1953 von Carl Gumpert aus Ansbach, der zusammen mit dem Erlanger Universitätsprofessor Lothar Zotz die Weinberg-Höhlen bei Mauern im Wellheimer Trockental durch Grabung erforscht hatte, und von 1977 bis Ende der 1980er Jahre von Karl Heinz Rieder, Archäologe am Bayerischen Landesamt für Denkmalpflege, Außenstelle Ingolstadt. Gefunden wurden eiszeitliche Tierknochen und -zähne und Hornsteinwerkzeuge. Bei der Grabung von K. H. Rieder kamen in einer mittleren Sedimentzone weitere Steingeräte zum Bearbeiten von tierischer Jagdbeute sowie von Leder und Holz zutage. Anhand von Keilmessern konnte die Fundschicht dem Micoquien zugeordnet werden, einer archäologischen Kultur der Neandertaler. In darüber liegenden Schichten wurden großdimensionierte Klingen gefunden, und – wiederum höher liegend – kam umfangreiches Abschlaginventar zu Tage.
Die erste Begehung durch den Neandertaler erfolgte demnach vor rund 120 000 Jahren, eine weitere vor 80-60 000 Jahren. Weitere Funde reichen über eiserne Lanzenspitzen und römische Denare bis hin zur Neuzeit. Im Dritten Reich hatte 1938/39 Walther Krauß, Bürgermeister von Eichstätt und Kreisleiter, in der Höhle vergeblich nach dem Skelett eines „Urgermanen“ gesucht (Rieder, Sammelbl., S. 19f.). Wie der Hauptlehrer von Schambach, Blasius Weiß, hat auch der Eichstätter Hochschulprofessor und „Vater des Jura-Museums Eichstätt“, Franz Xaver Mayr, ohne systematische Grabung in der Schutthalde vor der Höhle Steinartefakte, Knochen und Tonscherben aufgelesen.